# Andrés Vombergar
Andrés »Andrej« Vombergar, slovensko-argentinski nogometaš, * 20. november 1994, Villa Luzuriaga, Buenos Aires, Argentina.

## Kariera
Andrés Vombergar se je rodil v mestu Villa Luzuriaga v provinci Buenos Aires v Argentini, kjer je tudi preživljal mladost. Njegovi predniki so se iz Slovenije v Argentino preselili po drugi svetovni vojni (praded Tine Debeljak, ded Jure Vombergar) Andrés je v Argentini obiskoval slovensko šolo, zato mu sporazumevanje v slovenskem jeziku ni nikoli predstavljalo težav. Čeprav je njegovo uradno ime Andrés, ga domači kličejo Andrej, kar je slovenska oblika tega imena.
Nogometno kariero je začel v 5. argentinski ligi pri klubu CA Ituzaingó. Nadaljeval jo je pri klubu Atletico Fenix iz mesta Pilar, v letu 2016 pa je prestopil h klubu Los Andes iz Buenos Airesa, ki nastopa v 2. argentinski ligi. V sezoni 2016/17  je v drugi argentinski ligi na 36 tekmah dosegel 13 zadetkov, s čimer je bil najboljši strelec svojega moštva. V juliju 2017 je prestopil k NK Olimpiji iz Ljubljane, s katero je podpisal triletno pogodbo in že v uvodni sezoni osvojil naslov državnega in pokalnega prvaka. V prvi sezoni je za Olimpijo na 16 tekmah prispeval 4 zadetke in 1 asistenco.
Andrés Vombergar je izrazil željo, da bi zaigral za člansko nogometno reprezentanco Slovenije in 17. novembra 2022 je debitiral za reprezentanco na prijateljski tekmi proti Romuniji.

## Dosežki
Z NK Olimpijoː
- Prvak Prve slovenske nogometne ligeː 2017/2018.
- Pokalni prvak Slovenijeː 2017/2018, 2020/21.